# Scytodes vaurieorum
Espèce
Scytodes vaurieorum est une espèce d'araignées aranéomorphes de la famille des Scytodidae.

## Distribution
Cette espèce se rencontre au Guatemala et au Mexique au Chiapas,.

## Description
Le mâle holotype mesure 4,13 mm et la femelle paratype 4,63 mm.

## Étymologie
Cette espèce est nommée en l'honneur de Patricia et Charles Vaurie.

## Publication originale
- Brescovit & Rheims, 2001 : Notes on the genus Scytodes (Araneae, Scytodidae) in Central and South America. Journal of Arachnology, vol. 29, no 3, p. 312-329 (texte intégral).